# Ибрахим, Абдисалам
Абдисала́м Абдулкади́р Ибрахи́м (норв. Abdisalam Abdulkadir Ibrahim; род. 1 мая 1991, Буръо) — норвежский футболист, полузащитник. Выступал за сборную Норвегии.

## Клубная карьера
Семья Абдисалама переехала в Норвегию в 1998 году. В городе, где он жил, был местный футбольный клуб «Ойер-Треттен», в котором Абдисалам тренировался в течение четырёх лет. В 2002 году Абдисалам перешёл в другой норвежский клуб «Лоренског», где находился до 2005 года, потом «Фьелхамар» и наконец-то Абдисалам добрался то гранда английского футбола «Манчестер Сити».
В 2007 году Абдисалам подписал трёхлетний контракт и присоединился к футбольной академии английского клуба. В 2008 году вместе с молодёжной командой Абдисалам завоевал молодёжный Кубок Англии.
Профессиональный дебют за «Манчестер Сити» состоялся 24 января 2010 года в розыгрыше Кубка Англии против «Скантроп Юнайтед». Дебют в Премьер-лиге состоялся 21 февраля 2010 в матче против «Ливерпуля», который закончился вничью. В начале 2011 года Абдисалам отправился в клуб «Сканстроп Юнайтед» на условиях аренды до конца сезона.
Летом 2011 года было объявлено, что Абдисалам переезжает в Нидерланды на год, в футбольный клуб НЕК на условиях аренды.
Летом 2012 года футболист был отдан в аренду норвежскому «Стрёмсгодсету».

## Карьера в сборной
Абдисалам выступал большое количество раз в молодёжных сборных Норвегии с 15 до 21 года и в общей сложности сыграл 28 матчей. 15 января 2014 года в товарищеском матче против Молдавии, проходившем в эмиратском городе Абу-Даби, дебютировал за сборную Норвегии, выйдя на замену на 63-й минуте вместо Хармета Сингха

## Статистика

### Матчи Ибрахима за сборную Норвегии
| Матчи Ибрахима за сборную Норвегии | Матчи Ибрахима за сборную Норвегии | Матчи Ибрахима за сборную Норвегии | Матчи Ибрахима за сборную Норвегии | Матчи Ибрахима за сборную Норвегии | Матчи Ибрахима за сборную Норвегии |
| ---------------------------------- | ---------------------------------- | ---------------------------------- | ---------------------------------- | ---------------------------------- | ---------------------------------- |
| №                                  | Дата                               | Соперник                           | Счёт                               | Голы Ибрахима                      | Соревнование                       |
| 1                                  | 15 января 2014                     | Молдова                            | 2:1                                | —                                  | Товарищеский матч                  |
| 2                                  | 18 января 2014                     | Польша                             | 0:3                                | —                                  | Товарищеский матч                  |

Итого: 2 матча / 0 голов; 1 победа, 0 ничьих, 1 поражение.